# Україна має талант
«Украї́на ма́є тала́нт» — талант-шоу на телеканалі СТБ, започатковане 2009 року; з тої пори вийшло десять сезонів шоу. Дочірній проєкт британської телепередачі Саймона Коуела «Британія має талант» (англ. Britain's Got Talent).
Перший сезон знято 2009 року в Одесі, Харкові, Донецьку, Дніпропетровську, Львові та Києві. Прем'єра відбулася на телеканалі «СТБ» 3 квітня 2009 року (кастинг в Одесі).
5 березня 2010 на СТБ відбулася прем'єра другого сезону шоу (кастинг в Одесі). Прем'єра третього сезону відбулася 4 березня 2011 (кастинг у Харкові), четвертого — 10 березня 2012 (кастинг у Донецьку).
Восьмий і дев'ятий сезони програми мав назву «Україна має талант. Діти» та був присвячений творчості дітей.
16 квітня 2021 року канал СТБ повідомив, що проєкт повертається в ефір та оголосив кастинг. З осені 2021 року в ефірі 10-й сезон проєкту на честь «30-річчя Незалежності України».

## Правила
Учасником проєкту може стати кожен — вік і місце проживання значення не мають. Предкастинги конкурсу відбуваються у 24 містах України. Організатори шоу переглядають декілька тисяч номерів, щоб обрати найкращі номери для телевізійних кастингів, серед яких журі визначає 60 (раніше — 50) найкращих талантів, які боротимуться за звання найталановитішої людини України й приз в 1 000 000 грн. У 8-му сезоні приз склав суму в 500 000 грн (2016). У 10-му сезоні приз склав суму у 250 000 грн (2021). Переможець визначається смс-голосуванням. Телеглядачі надсилають повідомлення впродовж випуску новин (у півфіналі), або у фіналі впродовж тижня, і за цим голосуванням визначають імена 10 фіналістів (а в фіналі глядачі визначають переможця шоу).
Перевірку підрахунку отриманих голосів та підтвердження результатів здійснює міжнародна аудиторська компанія Ernst & Young.

## Члени журі
- Влад Яма — танцюрист (1–5 сезони)
- Слава Фролова — телеведуча (1–9 сезони)
- Ігор Кондратюк — телеведучий, продюсер, член клубу «Що? Де? Коли?» (1–9 сезони)
- Ектор Хіменес-Браво — кулінар, ведучий шоу МастерШеф (6 сезон)
- В'ячеслав Узелков — боксер (6–7 сезон)
- DZIDZIO  — співак, шоумен (8–9 сезони)
- Сергій Притула — політик, телеведучий (10 сезон)
- Ксенія Мішина  — акторка (10 сезон)
- Євген Кот  — танцюрист (10 сезон)
- Журі Х  — Лілія Подкопаєва, Руслана, Жан Беленюк, Ольга Харлан, Маша Єфросиніна (10 сезон)

| Суддя               | Сезони  | Сезони  | Сезони  | Сезони  | Сезони  | Сезони  | Сезони  | Сезони  | Сезони  | Сезони           |
| Суддя               | 1 сезон | 2 сезон | 3 сезон | 4 сезон | 5 сезон | 6 сезон | 7 сезон | 8 сезон | 9 сезон | 10 сезон         |
| ------------------- | ------- | ------- | ------- | ------- | ------- | ------- | ------- | ------- | ------- | ---------------- |
| Влад Яма            | Суддя   | Суддя   | Суддя   | Суддя   | Суддя   |         |         |         |         |                  |
| Слава Фролова       | Суддя   | Суддя   | Суддя   | Суддя   | Суддя   | Суддя   | Суддя   | Суддя   | Суддя   |                  |
| Ігор Кондратюк      | Суддя   | Суддя   | Суддя   | Суддя   | Суддя   | Суддя   | Суддя   | Суддя   | Суддя   |                  |
| Ектор Хіменес-Браво |         |         |         |         |         | Суддя   |         |         |         |                  |
| В'ячеслав Узелков   |         |         |         |         |         | Суддя   | Суддя   |         |         |                  |
| DZIDZIO             |         |         |         |         |         |         |         | Суддя   | Суддя   |                  |
| Сергій Притула      |         |         |         |         |         |         |         |         |         | Суддя            |
| Ксенія Мішина       |         |         |         |         |         |         |         |         |         | Суддя            |
| Євген Кот           |         |         |         |         |         |         |         |         |         | Суддя            |
| Лілія Подкопаєва    |         |         |         |         |         |         |         |         |         | Запрошена суддя  |
| Руслана             |         |         |         |         |         |         |         |         |         | Запрошена суддя  |
| Жан Беленюк         |         |         |         |         |         |         |         |         |         | Запрошений суддя |
| Ольга Харлан        |         |         |         |         |         |         |         |         |         | Запрошена суддя  |
| Маша Єфросиніна     |         |         |         |         |         |         |         |         |         | Запрошена суддя  |

| Рік  | Переможець                      | Талант                                            |
| ---- | ------------------------------- | ------------------------------------------------- |
| 2009 | Ксенія Симонова (Євпаторія)     | художниця, яка виступає у жанрі пісочної анімації |
| 2010 | Олена Ковтун (Полтава)          | співачка                                          |
| 2011 | Віталій Лузкар                  | фокусник-ілюзіоніст                               |
| 2012 | колектив «Workout» (Київ)       | гімнастичні трюки                                 |
| 2013 | колектив «Лісапєтний батальйон» | вокальний ансамбль                                |
| 2014 | сім'я Дудник                    | сім'я акробатів                                   |
| 2015 | Саїд Джурді Абд Аллах (Сирія)   | співак                                            |
| 2016 | Арина Шугалевич                 | країнознавець                                     |
| 2017 | Вероніка Морська                | співачка                                          |
| 2021 | Артем Фесько                    | співак                                            |

## Сезони і переможці
| Сезон | Період трансляції | Переможник             | Фіналісти                                                                              | Ведучі                                 | Backstage  | Журі               | Журі          | Журі           | Журі                                                                      |
| ----- | ----------------- | ---------------------- | -------------------------------------------------------------------------------------- | -------------------------------------- | ---------- | ------------------ | ------------- | -------------- | ------------------------------------------------------------------------- |
| 1     | 2009              | Ксенія Симонова        | Артем Семенов                                                                          | Оксана Марченко                        | -          | Влад Яма           | Слава Фролова | Ігор Кондратюк | -                                                                         |
| 2     | 2010              | Олена Ковтун           | Олександр Божик                                                                        | Оксана Марченко                        | -          | Влад Яма           | Слава Фролова | Ігор Кондратюк | -                                                                         |
| 3     | 2011              | Віталій Лузкар         | Артем Лоїк                                                                             | Оксана Марченко                        | -          | Влад Яма           | Слава Фролова | Ігор Кондратюк | -                                                                         |
| 4     | 2012              | Колектив «Workout»     | Денис Дитинюк                                                                          | Оксана Марченко                        | -          | Влад Яма           | Слава Фролова | Ігор Кондратюк | -                                                                         |
| 5     | 2013              | Лісапєтний батальйон   | Максим Чечнєв                                                                          | Оксана Марченко                        | -          | Влад Яма           | Слава Фролова | Ігор Кондратюк | -                                                                         |
| 6     | 2014              | Родина Дудник          | Андрій Чехменок                                                                        | Оксана Марченко                        | -          | В'ячеслав Узелков† | Слава Фролова | Ігор Кондратюк | Ектор Хіменес-Браво                                                       |
| 7     | 2015              | Саїд Джурді Абд Аллах  | Петро Сказків †                                                                        | Дмитро Танкович йКостянтин Томільченко | -          | В'ячеслав Узелков† | Слава Фролова | Ігор Кондратюк | -                                                                         |
| 8     | 2016              | Арина Шугалевич        | Софія Олійник, Валерія Дідик, Оскар і Данило Страхови, Валерія Плахіна, Марія Шевченко | Дмитро Танкович й Еліна Антонова       | -          | DZIDZIO            | Слава Фролова | Ігор Кондратюк | -                                                                         |
| 9     | 2017              | Вероніка Морська       | Владислав Ониськів, Артем Харченко                                                     | Дмитро Танкович                        | -          | DZIDZIO            | Слава Фролова | Ігор Кондратюк | -                                                                         |
| 10    | 2021              | Фесько Артем Романович | Гурт ZAPAL, Артем Галіс                                                                | Григорій Решетнік                      | Jerry Heil | Сергій Притула     | Ксенія Мішина | Євген Кот      | Х-Лілія Підкопаєва, Марія Єфросініна, Руслана, Жан Беленюк, Ольга Харлан; |

## Рейтинги
У першому сезоні середня аудиторія однієї програми становила 11 мільйонів осіб. Середній рейтинг випусків — 8,61 %, частка 27,53 % (аудиторія 14-49, 50+). Фінал першого сезону 19 червня зібрав рекордну аудиторію — 18,6 млн. — не лише для самої програми, але й для каналу СТБ в цілому. Показники по аудиторії 18+ (загальноукраїнська панель) частка — 33,2 %, рейтинг — 11,43 %. По аудиторії 14-49 років частка — 37,5 %, рейтинг 10,7 %. Рейтинг каналу по аудиторії 14-49 склав 18,2 %[джерело?].

## Нагороди
- 2010 — Телетріумф в номінації «Розважальна програма»
- 2009 — Телетріумф в номінації «Розважальна програма»

## Аналогічні шоу в інших країнах
- Америка має талант у США (з 21 червня 2006)
- La France a un incroyable talent[fr] у Франції (з 2 листопада 2006)
- Хвилина слави в Росії (з 17 лютого 2007)
- Австралія має талант[en] у Австралії (з 18 лютого 2007)
- Британія має талант[en] у Британії (з 9 червня 2007)
- Das Supertalent[de] в Німеччині (з 20 жовтня 2007)
- Ελλάδα Έχεις Ταλέντο[en] у Греції (з 23 березня 2007)